# ユベチ

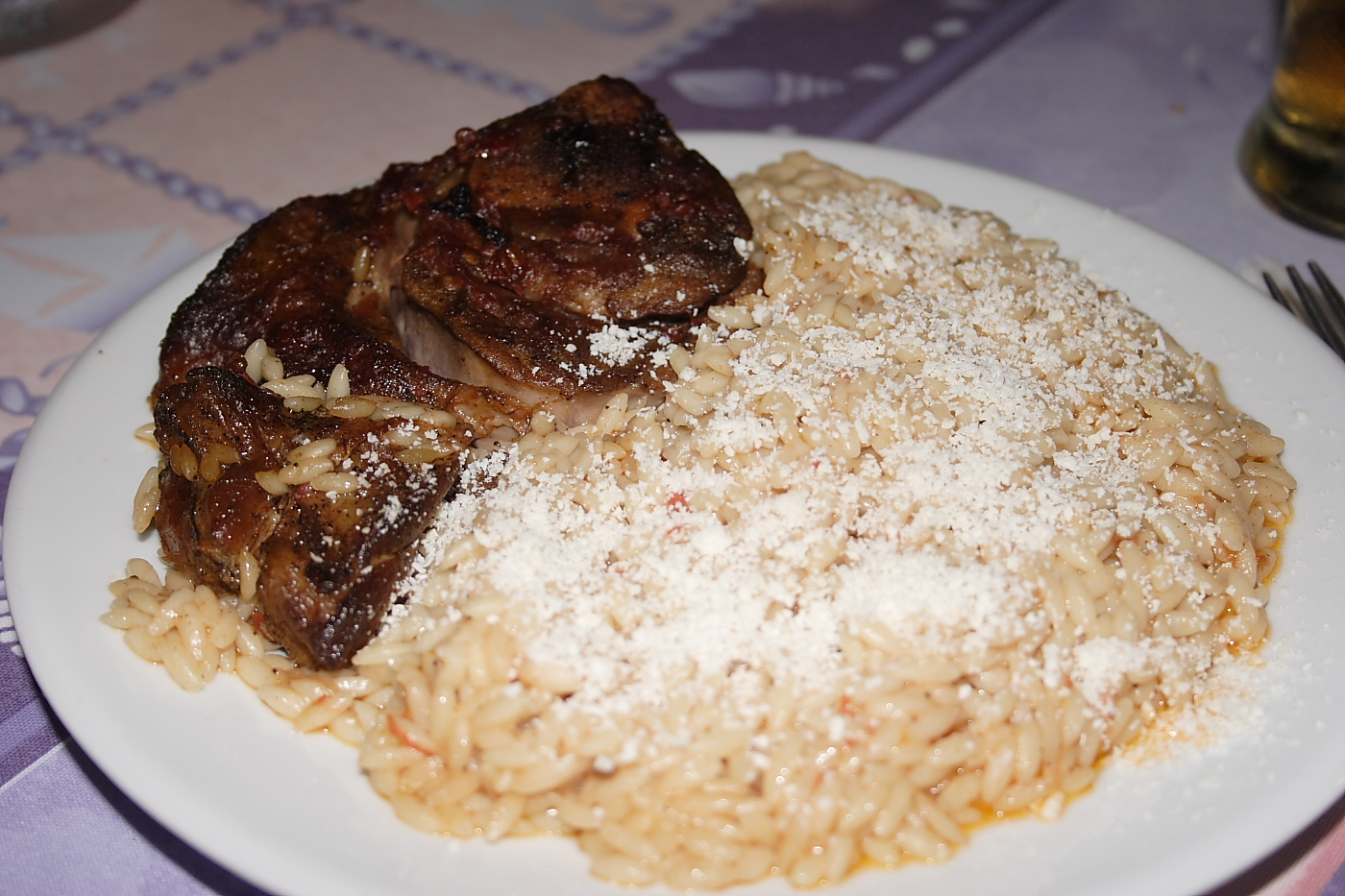
ユベチの例

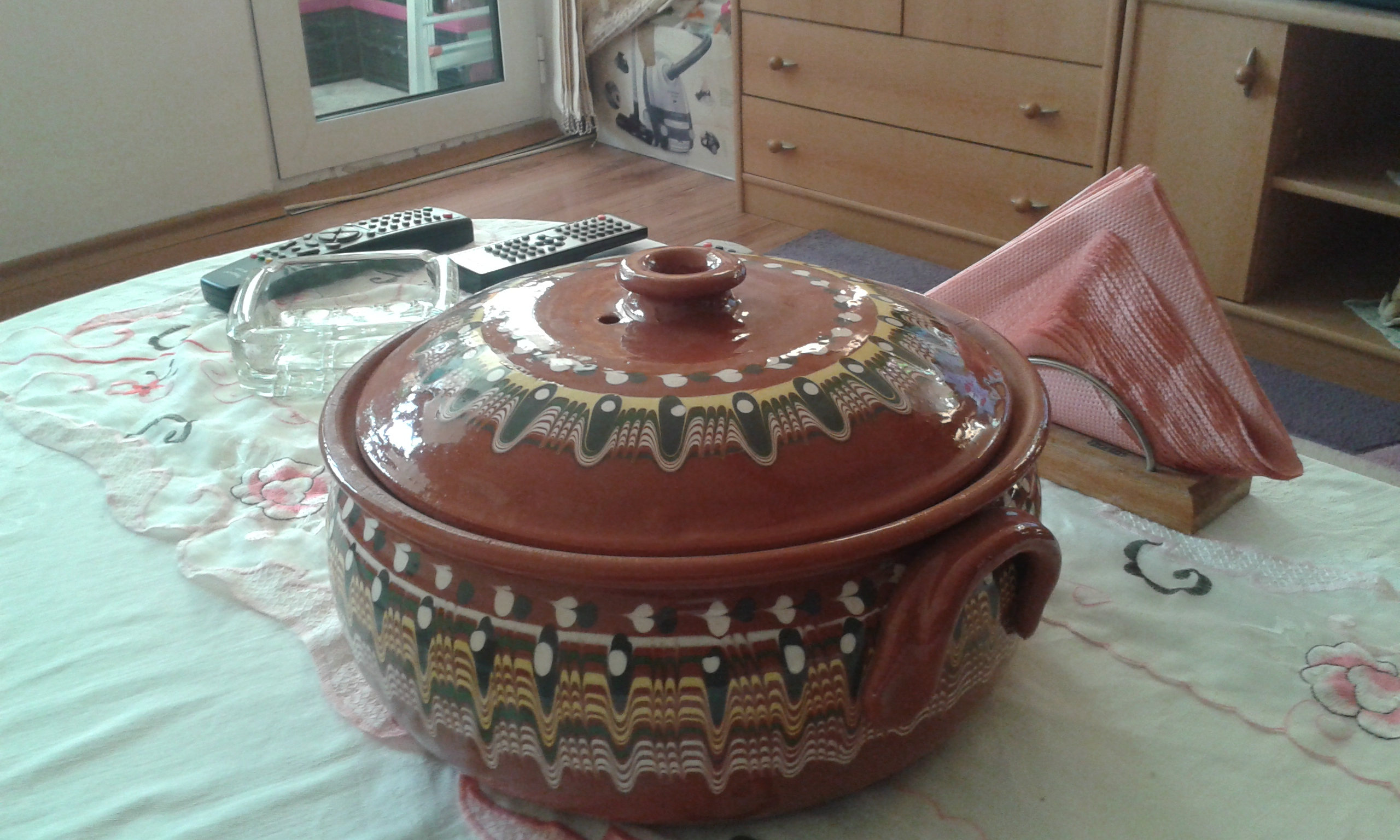
土鍋のユベチ

ユベチ（ギリシア語: γιουβέτσι / γκιουβέτσι、Giouvetsi）は、ギリシア料理の1種。
「ユベチ」は、もともとは蓋が付いた土鍋のような容器を指す言葉で、その容器を用いて、鶏肉や牛肉と米粒型のパスタであるクリサラキとをトマトソースで煮込んでオーブン焼きした料理の意味であった。今日では、語源となった土鍋やオーブン焼きせずに鍋で作った料理でもユベチと呼ばれる。
シナモンで風味を付け、レモン果汁で味付けするのが特徴。
2010年には、地中海食としてユネスコの無形文化遺産に登録された。